# UFC Fight Night: Brunson vs. Shahbazyan
UFC Fight Night: Brunson vs. Shahbazyan (también conocido como UFC Fight Night 173, UFC on ESPN+ 31 y UFC Vegas 5) fue un evento de artes marciales mixtas producido por Ultimate Fighting Championship que tuvo lugar el 1 de agosto de 2020 en las instalaciones del UFC Apex en Enterprise, Nevada, parte del área metropolitana de Las Vegas, Estados Unidos.

## Antecedentes
El combate de Peso Gallo Femenino entre la ex Campeona de Peso Gallo de la UFC, Holly Holm, e Irene Aldana estaba previsto inicialmente como cabeza de cartel del evento. Sin embargo, el 22 de julio se informó de que Aldana había dado positivo por COVID-19 y se retiró del combate. Como resultado, Holm fue eliminada también de la tarjeta y el emparejamiento fue finalmente reprogramado para octubre, en el evento principal de UFC on ESPN: Holm vs. Aldana. Posteriormente, se promocionó un combate de peso medio entre Derek Brunson y Edmen Shahbazyan para que sirviera de evento principal a tres asaltos. Originalmente se esperaba que esta pelea tuviera lugar en marzo en UFC 248, pero finalmente se trasladó a UFC Fight Night: Overeem vs. Harris un mes después. Sin embargo, ese evento se canceló debido a la pandemia de COVID-19. El emparejamiento se reprogramó para este evento.
El combate de Peso Mosca Femenino entre la ex Campeona de Peso Mosca de Invicta FC Jennifer Maia y Viviane Araújo estaba inicialmente programado para el 27 de junio, en UFC on ESPN: Poirier vs. Hooker. Sin embargo, el combate se reprogramó a mediados de junio y se trasladó a este evento después de que ambos participantes sufrieran restricciones de viaje relacionadas con la pandemia de COVID-19. Posteriormente, Araújo fue retirada de la tarjeta el 20 de julio tras dar positivo por COVID-19 y sustituida por Joanne Calderwood.
El combate de Peso Wélter entre Vicente Luque y Randy Brown estaba inicialmente programado para el 11 de abril, en UFC Fight Night: Overeem vs. Harris. Sin embargo, ese evento se canceló a mediados de marzo debido a la pandemia de COVID-19. El emparejamiento fue reprogramado para este evento.
Un combate de Peso Gallo Femenino entre Ketlen Vieira y la ex Campeona de Peso Gallo de Invicta FC y aspirante al Campeonato de Peso Pluma Femenino de UFC, Yana Kunitskaya, estaba inicialmente programado para este evento, pero finalmente se trasladó a UFC Fight Night: Lewis vs. Oleinik una semana después.
Se esperaba que los luchadores surcoreanos Jun Yong Park y Da Un Jung se enfrentaran respectivamente a Trevin Giles y Ed Herman en el evento. Sin embargo, tanto Park como Jun fueron retirados de los combates el 23 de julio debido a supuestas restricciones de viaje relacionadas con la pandemia COVID-19. A su vez, Giles se enfrentaría a Kevin Holland, mientras que Herman se enfrentaría a Gerald Meerschaert. El día del evento, Meerschaert fue retirado por dar positivo en COVID-19 y su combate contra Herman fue cancelado. Durante el evento, Giles se desmayó momentos antes de su abandono y, por lo tanto, su combate contra Holanda también fue cancelado. Más tarde se informó de que Dana White llamó personalmente a Herman para ver si podía pelear con Holland, pero Herman ya estaba en algún lugar fuera de la burbuja de la cuarentena y tenía prohibido volver a entrar.
Se esperaba que Luke Sanders se enfrentara a Chris Gutiérrez en el evento. Sin embargo, Sanders fue retirado del combate a mediados de julio por razones no reveladas y sustituido por el recién llegado a la promoción Cody Durden.
Se esperaba que Timur Valiev hiciera su debut promocional contra Jamall Emmers. Sin embargo, Valiev fue retirado de la tarjeta dos días antes del evento por razones no reveladas y sustituido por Vincent Cachero.
Se esperaba que Ray Borg, ex aspirante al Campeonato de Peso Mosca de la UFC, se enfrentara a Nathan Maness en un combate de peso gallo en el evento. Sin embargo, Borg fue retirado del combate el día del pesaje del evento por razones no reveladas. Maness se enfrentó a Johnny Muñoz en un combate de Peso Pluma.
Se esperaba que Eric Spicely se enfrentara a Markus Pérez en el evento. Sin embargo, Spicely fue retirado de la pelea (y posteriormente liberado de la promoción) el día del pesaje del evento por problemas de salud relacionados con su corte de peso. Fue sustituido por Charles Ontiveros, en lo que sería un combate de Peso Capturado de 195 libras. A su vez, Ontiveros fue considerado inelegible para competir y no se pesó, cancelando así la pelea.
En el pesaje, Jonathan Martínez pesó 140.5 libras, cuatro libras y media por encima del límite de la pelea de Peso Gallo sin título. Su combate se desarrolló con un Peso Capturado y se le impuso una multa del 30% de su bolsa, que fue a parar a manos de su oponente Frankie Sáenz.
Debido a los numerosos cambios inesperados y a las cancelaciones de última hora, el evento se llevó a cabo con solo ocho combates en la tarjeta, lo que lo convirtió en el evento más pequeño de la UFC desde UFC 177 en agosto de 2014.

## Resultados
1. ↑  A Muñoz se le descontó un punto en el tercer asalto debido a los repetidos golpes en la ingle.

## Premios de bonificación
Los siguientes luchadores recibieron bonificaciones de $50000 dólares.
- Pelea de la Noche: Bobby Green vs. Lando Vannata
- Actuación de la Noche: Jennifer Maia y Vicente Luque